# Brooklyn Hakoah
I Brooklyn Hakoah sono stati una società calcistica di Brooklyn, borough di New York, negli Stati Uniti.
Il nome di Hakoah è dovuto al fatto che la squadra era originariamente costituita da ex giocatori dell'Hakoah Vienna, giunti in America tra il 1926 ed il 1927 per una tournée calcistica nelle principali città statunitensi.

## Storia
L'Hakoah prende parte ad una sola stagione nella storia dell'American Soccer League, quella tenutasi nell'autunno del 1929.
Si era allora nel pieno della soccer war che opponeva la lega alla Federazione, giunta a creare un campionato parallelo in competizione con quello della ASL. Quando le due parti in causa trovarono un accordo il campionato venne interrotto, mentre l'Hakoah si trovava in penultima posizione.
La stagione 1929-30 vide quindi l'afflusso di club che giocavano nella EPSL, la lega rivale in precedenza patrocinata dalla Federazione. Fra questi c'era il New York Hakoah, anch'esso creato da reduci dei tour americani dell'Hakoah Vienna. Riunti nella stessa lega, i due Hakoah si fusero a formare l'Hakoah All-Stars.
Poiché l'Hakoah era di proprietà di Maurice Vandeweghe, già possessore dei New York Giants, la nuova società venne venduta per evitare conflitti di interessi.
Il nome di Brooklyn Hakoah tornò ad essere utilizzato molti anni dopo, nel 1949, quando nella nuova American Soccer League un gruppo di investitori acquistò i Brooklyn Wanderers, allora in grave crisi finanziaria, con l'intento di farne un club esclusivamente ebraico.
La squadra venne rinominata ed i giocatori vennero tutti rinnovati, ma l'operazione si rivelò un insuccesso: il club terminò la stagione all'ultimo posto con 3 sole vittorie a fronte di 10 sconfitte.
Il management decise allora di accettare anche giocatori gōyīm ed i risultati cominciarono a migliorare, vedendo arrivare anche un terzo posto nel 1955. Due anni più tardi, nel 1957, la società si fuse con i New York Americans, andando a formare i New York Hakoah Americans.